# Bitwa pod Uszaczem

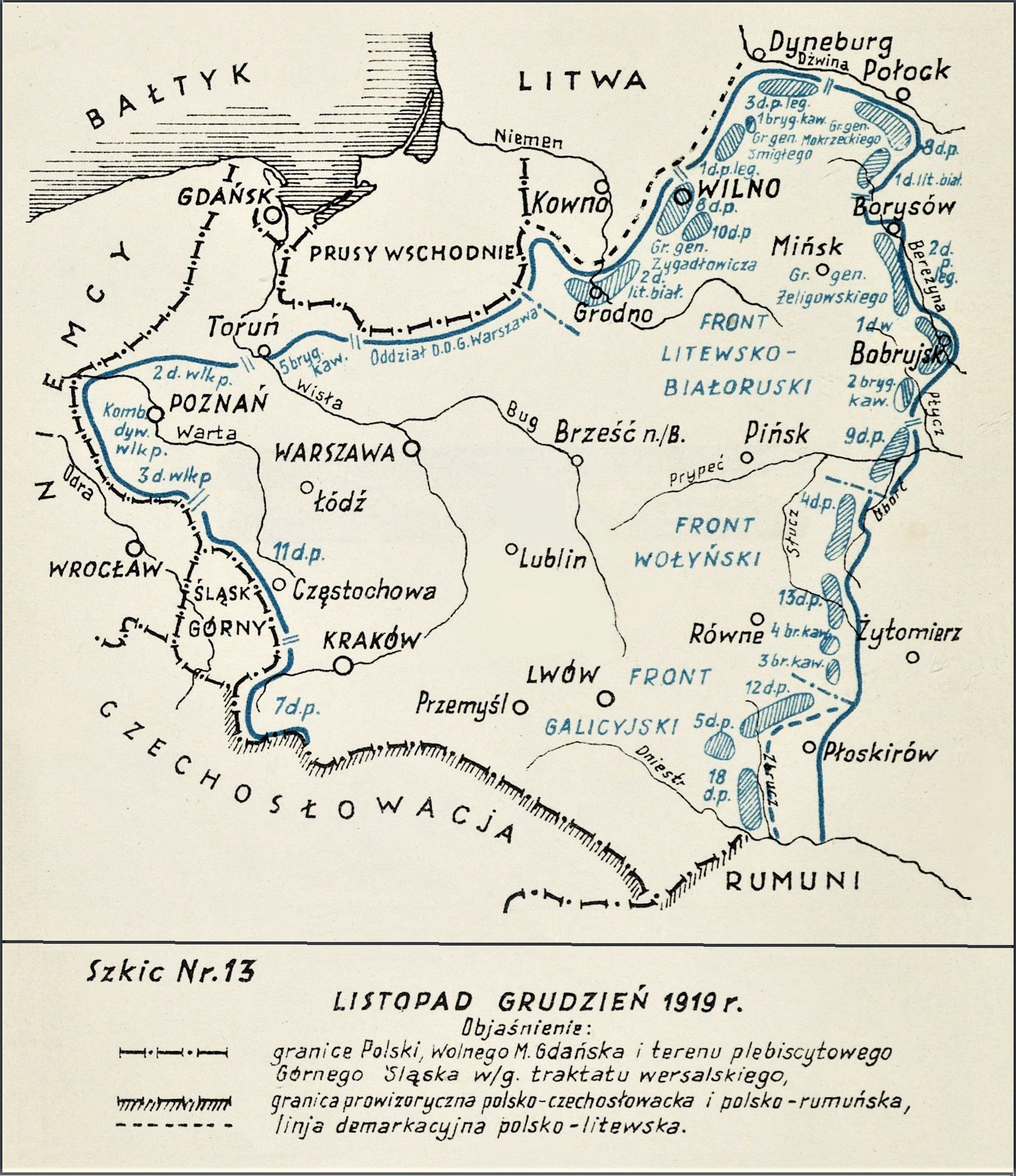
Adam Przybylski,
Wojna Polska 1918–1921

Bitwa pod Uszaczem – walki polskiego 33 pułku piechoty z oddziałami  Armii Czerwonej toczone w pierwszym roku wojny polsko-bolszewickiej.

## Geneza
Latem 1919 Wojsko Polskie realizowało szeroko zakrojoną operację zaczepną, której celem było opanowanie Mińska, Borysowa, Bobrujska i oparcie frontu o linię rzek Dźwiny i Berezyny. W jej wyniku na północy oddziały polskie na przełomie sierpnia i września dotarły do Dźwiny. Przeciwnik utrzymał jednak silne przedmościa pod Dyneburgiem, Krasławiem i Dryssą.
Dowódca Frontu Litewsko-Białoruskiego gen. Stanisław Szeptycki podzielił front nad Dźwiną na dwa odcinki.  Odcinka wschodniego, osłaniającego kierunek z Połocka do Dzisny i biegnącego dalej wzdłuż Auty do jeziora Żado, broniła 8 Dywizja Piechoty gen. Stefana Mokrzeckiego. Na północnym wschodzie dywizja graniczyła z 1 Dywizją Piechoty Legionów, na północnym zachodzie z 1 Brygadą Jazdy płk. Władysława Beliny-Prażmowskiego.

## Walczące wojska
| Jednostka                 | Dowódca                  | Podporządkowanie |
| Wojsko Polskie            |                          |                  |
| Front Litewsko-Białoruski | gen. Stanisław Szeptycki | NDWP             |
| ⇒ 8 Dywizja Piechoty      | gen. Stefan Mokrzecki    | Front Lit. Biał. |
| → 33 pułk piechoty        | mjr Stefan Wyspiański    |                  |
| — III batalion 33 pp      | ppor. Wacław Zdrojewski  |                  |
| — dwie kompanie II/33 pp  |                          |                  |
| Armia Czerwona            |                          |                  |
| ⇒ Oddziały ACz            |                          |                  |

## Walki pod Uszaczem
Obrona Uszacza
Październikowa ofensywa Armii Czerwonej zastała 33 pułk piechoty broniący rubieży Suszki – Katorszczyzna. 19 października III batalion cofnął się na Uszacz. Mimo silnego ognia artyleryjskiego i nieustannych ataków przeciwnika trzymał się na pozycji, zadając przeciwnikowi ciężkie straty. 21 października pozycję batalionu zaatakował skutecznie sowiecki „warszawski” pułk strzelców i zmusił polskie pododdziały do opuszczenia Uszacza i wycofania się na linię Auty i jeziora Dołhe. W walkach obronnych szczególnie odznaczył się sierżant Grabałowski. Podoficer – niezawiadomiony o zarządzonym odwrocie - bronił się rozpaczliwie. Potem zaczął przeprawiać swój pododdział przez rzekę na małym czółnie, jednocześnie przez trzy godziny odpierał ataki przeciwnika. W obronie samego miasta odznaczyli się także podporucznik König i sierżant Wróbel. Ten ostatni pod ogniem artylerii bronił do ostatniej chwili mostu, wreszcie zdołał uszkodzić go granatami ręcznymi. Ruch do tyłu spowodował także cofnięcie się na linię jezior 21 pułku piechoty, a Sowieci odzyskali Jekimanię i utworzyli własne przedmoście na lewym brzegu Dźwiny.
Natarcie na Uszacz
W początkach listopada wojska polskie rozpoczęły kontrofensywę na północnym odcinku frontu z zamiarem oparcia linii frontu o Dźwinę. Wieczorem 4 listopada pod Uszacz podszedł III/33 pułku piechoty ppor. Wacława Zdrojewskiego, wzmocniony dwiema kompaniami II/33 pp. Kilka godzin później batalion ruszył do natarcia. W pierwszym etapie walki zlikwidowano bez wystrzału placówkę sowiecką osłaniającą most na Uszaczu, przez który wiodła droga do miasteczka. Nie zdołano jednak zaskoczyć załogi miasta. Wywiązała się zacięta walka, podczas której batalion polski poniósł ciężkie straty. O wyniku walki zadecydowała śmiała akcja grupy żołnierzy pod dowództwem sierż. Grabałowskiego, która przebiegła przez most i utworzyła przyczółek na wschodnim brzegu rzeki. Wykorzystując powodzenie, do walki weszły pozostałe kompanie, a przeciwnik rozpoczął odwrót.

## Bilans walk
Walki o Uszacz były nad wyraz krwawe. Obie strony straciły w walkach po kilkudziesięciu poległych i rannych. Polacy wzięli do niewoli około 150 jeńców i zdobyli trzy ckm-y.